# German Juniors 1984
Das German Juniors 1984 im Badminton fand vom 11. bis zum 12. Februar 1984 in Brauweiler statt. Es war die erste Austragung des bedeutendsten internationalen Juniorenwettbewerbs in Deutschland. Veranstalter war der Deutsche Badminton-Verband, Ausrichter der TTC Brauweiler 1948. Erfolgreichster Teilnehmer war Guido Schänzler mit zwei Titeln sowie Bronze im Einzel. Ardy Wiranata, mit 14 Jahren jüngster Teilnehmer, siegte im Herreneinzel.
Die Turnierserie wurde 1984 noch unter der Bezeichnung „Internationale Deutsche Jugendmeisterschaft“ durchgeführt. Später wurde sie umbenannt und nennt sich heute „German Junior“, „German Juniors U19“ oder „Internationale Deutsche Meisterschaften U19“.

## Sieger und Platzierte
| Disziplin    | Gold                               | Silber                          | Bronze                            |
| ------------ | ---------------------------------- | ------------------------------- | --------------------------------- |
| Herreneinzel | Ardy Wiranata                      | Markus Türnich                  | Guido Schänzler                   |
| Herreneinzel | Ardy Wiranata                      | Markus Türnich                  | Andreas Ruth                      |
| Dameneinzel  | Christine Skropke                  | Bożena Siemieniec               | Cornelia Munz                     |
| Dameneinzel  | Christine Skropke                  | Bożena Siemieniec               | Brigitte Faßbender                |
| Herrendoppel | Guido Schänzler Christian Diekmann | Holger Bross Stefan Eickhoff    | Ardy Wiranata Franz-Josef Müller  |
| Herrendoppel | Guido Schänzler Christian Diekmann | Holger Bross Stefan Eickhoff    | Christian Ahlers Rolf Aurin       |
| Damendoppel  | Nicole Baldewein Anke Jansen       | Anja Stohlmann Anja Wehner      | Bożena Siemieniec Zofia Żółtańska |
| Damendoppel  | Nicole Baldewein Anke Jansen       | Anja Stohlmann Anja Wehner      | Christine Skropke Cornelia Munz   |
| Mixed        | Guido Schänzler Birgit Zorn        | Andreas Ruth Brigitte Faßbender | Markus Türnich Christine Skropke  |
| Mixed        | Guido Schänzler Birgit Zorn        | Andreas Ruth Brigitte Faßbender | Henner Sudfeld Anja Wehner        |

## Finalresultate
| Disziplin    | Sieger                             | Finalist                        | Ergebnis           |
| ------------ | ---------------------------------- | ------------------------------- | ------------------ |
| Herreneinzel | Ardy Wiranata                      | Markus Türnich                  | 15–5, 15–11        |
| Dameneinzel  | Christine Skropke                  | Bożena Siemieniec               | 11–12, 11–8, 11–3  |
| Herrendoppel | Guido Schänzler Christian Diekmann | Holger Bross Stefan Eickhoff    | 15–4, 15–6         |
| Damendoppel  | Nicole Baldewein Anke Jansen       | Anja Stohlmann Anja Wehner      | 16–17, 18–13, 15–4 |
| Mixed        | Guido Schänzler Birgit Zorn        | Andreas Ruth Brigitte Faßbender | 18–17, 15–9        |